# M. M. Logan
M. M. Logan (Brownsville, 1874. január 7. – Washington, 1939. október 3.) az Amerikai Egyesült Államok szenátora (Kentucky, 1931–1939).